# Amphicarpum muehlenbergianum
Espèce
Amphicarpum muehlenbergianum est une espèce de plantes monocotylédones de la famille des Poaceae, sous-famille des Panicoideae, originaire d'Amérique du Nord.
Ce sont des plantes herbacées vivaces, rhizomateuses, aux tiges dressées ou géniculées ascendantes de 10 à 70 cm de long, et aux inflorescences en panicules.
C'est une espèce des zones humides qui préfère la mi-ombre. Elle est utilisée comme plante fourragère dans le Sud-Est des États-Unis. Son système de rhizomes étendus en fait une plante utile pour lutter contre l'érosion des sols.